# NGC 2251
NGC 2251 je otvoreni skup  u zviježđu Jednorogu. 

## Vanjske poveznice
- SEDS: NGC 2251